# Brønderslev Gymnasium og HF-kursus
Brønderslev Gymnasium og HF-kursus er et gymnasium og hf-kursus i Brønderslev. Gymnasiet har ca. 550 elever.
Idéen om et gymnasium i byen blev rejst i byrådet i 1958, men først i 1973 begyndte de første elever i midlertidige lokaler på byens tidligere tekniske skole. I 1974 indviedes de nuværende lokaler på Islands Allé. Gymnasiet blev frem til 2007 ejet og drevet af Nordjyllands Amt. Siden har det været selvejende. Gymnasiet har haft en stabil elevtilgang gennem alle årene, men er ikke belagt ud over sin kapacitet. Gymnasiets festsal var den sidste festsal, der blev bygget i 1900-tallet ved et dansk gymnasium.

## Rektorer
- 1973-1992: Jesper Falsig Pedersen.
- 1992-2011: Egon Jensen.
- Fra 2012: Per Knudsen.

## Kendte studenter
- Hanne Vibeke Holst – Forfatter (1977)
- Martin Bech - Politiker (2009)
- Søren Kjeldsen - Golfspiller (1994)